# فيد برنر

## خدمات
تتضمن الخدمات المقدمة للناشرين تحليل حركة المرور  ، ونظام إعلان اختياري. على الرغم من أنه لم يكن من الواضح في البداية ما إذا كانت الإعلانات مناسبة تمامًا لتنسيق آر أس إس،  يختار المؤلفون الآن تضمين الإعلان في ثلثي خلاصات FeedBurner. يتمكن المستخدمون من معرفة عدد الأشخاص الذين اشتركوا في خلاصاتهم وما هي الخدمة أو البرنامج الذي اشتركوا فيه.
يتم تعديل الخلاصات المنشورة بعدة طرق، بما في ذلك الروابط التلقائية إلى ديغو del.icio.us ، ومعلومات «الربط» من خلاصات متعددة. FeedBurner هي خدمة Web 2.0 نموذجية، حيث توفر واجهات برمجة تطبيقات خدمة الويب (واجهة برمجة التطبيقات)للسماح للبرامج الأخرى بالتفاعل معها. اعتبارا من 5 أكتوبر 2007، استضافت فيدبورنر أكثر من مليون الأعلاف ل584832 الناشرين، بما في ذلك 142534 البودكاست ودائرة فيديو الأعلاف.

## التاريخ
في 3 يونيو 2007، استحوذت شركة Google Inc. على FeedBurner بسعر مشاع قدره 100 مليون دولار. بعد شهر واحد، تم توفير خدمتين من خدمات "Pro" الشهيرة (MyBrand و TotalStats) مجانًا لجميع المستخدمين.
في 26 مايو 2011، أعلنت Google أنه تم إيقاف واجهات برمجة تطبيقات FeedBurner. أغلقت Google واجهات برمجة التطبيقات في 20 أكتوبر 2012.
جوجل «المتقاعد» AdSense للخلاصات في 2 أكتوبر 2012 وأغلقه في 3 ديسمبر 2012.

## روابط خارجية
- الموقع الرسمي